# 火燒厝
火燒厝，是臺灣彰化縣二林鎮的一個傳統地域名稱，位於該鎮西南部。相較於今日行政區，其範圍大致與廣興里相近。

## 歷史
台灣清治末期至日治初期，火燒厝地區為一街庄，稱為「火燒厝庄」，隸屬於二林下堡。該庄東北與竹圍仔庄為鄰，東南與九塊厝庄為鄰，南邊尤厝庄，西南邊為魚藔庄，西北邊為中西庄。
1901年（日治明治三十四年）11月，全台廢縣廳改設二十廳，該庄隸屬於彰化廳。1903年（明治三十六年）6月，該庄編入「二林區」，隸屬於彰化廳。1909年（明治四十二年）10月，合併二十廳為十二廳，二林區改隸屬於臺中廳。1920年（大正九年），廢廳、支廳、區、街庄（舊制）改設州、郡、街庄（新制）、大字，該庄改制為「火燒厝」大字，隸屬於臺中州北斗郡二林庄。1937年，二林庄升格為二林街。
戰後二林街改制為二林鎮，隸屬於臺中縣，大字亦改制為里。1950年10月，中、彰、投分治，二林鎮改隸屬彰化縣。

## 聚落
本地區發展較早的聚落為火燒厝、廣東厝、溝頭等，在日治期初期的官方地圖上已有記載。

## 交通
縣道143號（二城路）是漢寶至大城的道路，大致以東北—西南走向經過火燒厝地區北部邊界外不遠處。由該道路向東北可前往二林、山寮西部、舊趙甲西部、草湖、漢寶並止於省道台17線路口，向西南可前往中西、魚寮、大城、下山腳並止於下山腳堤防道路路口。
鄉道彰167線（潭林路）是二林至潭墘的道路，大致以北北東—南南西走向由本地區北部邊界入境後轉南微西，於火燒厝聚落東側經鄉道彰170線路口後，再經鄉道彰168線終點路口，至本地區南部的溝頭聚落轉南南西出境。由該道路向北北東可前往竹圍子、二林市區並止於縣道143號路口，向南南西可前往尤厝、潭墘並止於九塊厝堤防道路路口。
鄉道彰168線（廣東巷）是中西至廣東厝的道路，其東側端點位於本地區中部偏南的鄉道彰167線路口。由此向西北西直行，經鄉道彰170線起點路口後續行，出境後轉北北東可前往中西並止於縣道143號路口。
鄉道彰170線（廣興巷）是廣東厝至竹塘的道路，其西側端點位於本地區西部偏南的廣東厝聚落東南郊的鄉道彰168線路口。由此向北北東南行，經廣東厝聚落東側後續行，至火燒厝聚落順路轉東北蜿蜒而行，至路底轉北北西再轉北北東，至修果寺轉東北東再轉東微南，經鄉道彰169線路口後轉東南東蜿蜒出境後，可前往竹圍子南部、外蘆竹塘南部、鹿寮、竹塘市區並止於鄉道彰127線路口。

## 學校
- 廣興國小